# Новобаженово
Новобаженово (каз. Новобаженово) — село в Жанасемейском районе Абайской области Казахстана. Административный центр Новобаженовского сельского округа. Код КАТО — 632853100.

## Население
В 1999 году население села составляло 2040 человек (1046 мужчин и 994 женщины). По данным переписи 2009 года, в селе проживало 1914 человек (960 мужчин и 954 женщины).